# All aboard the Skylark
All aboard the skylark is het 32e studioalbum van Hawkwind.

## Inleiding
Volgens het opschrift betreft het album een uittreksel van het logboek van de Skylark (Skylark visual log extract). Die verwijst naar het ruimteschip uit de vier boekwerken van Edward Elmer Smith (The Skylark of space, Skylark three, Skylark of Valerion en Skylark DuQuesne). De titel werd door Brock toegelicht in de opnamen voor Marc Riley voor BBC Radio 6 (14 november 2019). De teksten vallen in de voor Hawkwind gebruikelijke dystopische teksten met onvriendelijke ruimtewezens, incapabele overheden etc. De muziek bestaat wederom uit enigszins zwevende muziek (met name synthesizers) en stevig gitaar- en drumwerk.
Ter gelegenheid van het jubileum, Hawkwind bestaat 50 jaar, werd het studioalbum aangevuld met een tweede disc. Tijdens een aantal concerten van een paar jaar terug speelde Hawkwind haar eigen voorprogramma. Ze speelde daarin (deels) akoestische versies van bekende nummer. Deze nummers zouden later door Mike Batt bewerkt worden tot Road to Utopia. Er zijn daarom twee verschillende samenstellingen van Hawkwind te horen.
Ook het album All aboard the Skylark ging gepaard met een concertreeks, die uitmondde in het slotconcert in de Royal Albert Hall, waaraan zelfs Eric Clapton meewerkte. Skylark zou één week in de Britse albumlijst staan en wel op plaats 34.

## Cd1: All aboard the Skylark

### Musici
- Dave Brock – zang, gitaar, synthesizers, toetsinstrumenten
- Magnus Martin – zang, gitaar, toetsinstrumenten
- Niall Hone – basgitaar
- Richard Chadwick – drumstel, percussie, zang
- Michal Sosna – saxofoon op Last man on earth en All aboard

### Muziek
| Nr. | Titel                                                  | Duur |
| --- | ------------------------------------------------------ | ---- |
| 1.  | Flesh fondue (Brock)                                   | 5:03 |
| 2.  | Nets of space (Brock)                                  | 3:03 |
| 3.  | Last man on earth (Martin)                             | 5:01 |
| 4.  | We are not dead, only sleeping (Brock)                 | 3:21 |
| 5.  | All aboard the Skylark (Brock, Martin, Hone, Chadwick) | 5:26 |
| 6.  | 65 million years ago (Brock)                           | 4:11 |
| 7.  | In the beginning (Brock)                               | 2:00 |
| 8.  | The road to ... (Brock)                                | 5:13 |
| 9.  | The fantasy of Faldum (Brock)                          | 9:15 |

In Flesh fondue wordt de mensheid opgeslokt door buitenaardse wezens. 65 million years ago gaat over de meteoorinslag die leidde tot Chicxulubkrater, etc. The fantasy of Faldum zou verwijzen naar een sprookje van Hermann Hesse. In dat werk zingt Brock dat hij bewust is van zijn eigen vergankelijkheid of die van de band: "Everything passes away in time, everything grows old".

## Cd2: Acoustic daze

### Musici
- Dave Brock – zang, gitaar, toetsen, synthesizer, mondharmonica
- Magnus Martin – zang, gitaar, toetsen, altviool
- Haz Wheaton – basgitaar
- Richard Chadwick – drumstel, percussie, zang
- Mr Dibbs – zang (track Flying Doctor), achtergrondzang (Get yourself together, Ascent of a man en We took the wrong step years ago)
- Michal Sosna – saxofoon op Get yourself together en Ascent of a man

| Nr. | Titel                                      | Duur |
| --- | ------------------------------------------ | ---- |
| 1.  | Psi power (Brock)                          | 5:16 |
| 2.  | Hymn to the sun (Martin)                   | 2:49 |
| 3.  | The watchter (Lemmy Kilmister)             | 4:54 |
| 4.  | Generator door (Brock)                     | 0:41 |
| 5.  | (Age of) Micro man (Brock, Robert Calvert) | 5:08 |
| 6.  | Into the night (Martin)                    | 2:11 |
| 7.  | Down through the night (Brock)             | 6:12 |
| 8.  | Flying doctor (Brock, Calvert)             | 5:47 |
| 9.  | Get yourself together (Brock)              | 7:00 |
| 10. | Ascent of a man (Brock)                    | 5:04 |
| 11. | We took the wrong step years ago (Brock)   | 3:53 |